# Lingwulong shenqi
Lingwulong shenqi es la única especie conocida del género extinto Lingwulong de dinosaurio saurópodo dicreosáurido, que vivió entre principios a mediados del período Jurásico, hace aproximadamente entre 178 a 168 millones de años, desde el Toarciense al Bajociense, en lo que es hoy Asia

## Descripción
Lingwulong  fue un saurópodo de tamaño respetable, alcanzó los 17 metros de laro, 4,5 de alto y un peso de 15 toneladas.
Los restos de Lingwulong pertenecen a cerca de 7 a 10 individuos en diferentes etapas ontogenéticas, que incluso incluyen huesos de cráneo. En general, se conoce casi toda la anatomía esquelética del taxón.
Las autapomorfías, rasgos únicos, que distinguen a Lingwulong de otros diplodocoides incluyen una ornamentación muy elaborada a lo largo del margen superior del área orbital, cóndilo occipital con superficie articular transversalmente ancha y vértebras dorsal anterior con metapófisis ligeramente retorcidas que presentan un pseudofaceta subcircular en su punta.
Algunos rasgos, como la morfología de las metapofisis de las vértebras cervicales y la forma de la mandíbula en la vista dorsal, se ven como intermedios entre la condición de los dicraeosáuridos derivados y la condición plesiomórfica entre los flagellicaudatanos.  A diferencia de la mayoría de los otros diplodocoides, que tienen hocicos cuadrados en vista dorsal, Lingwulong tenía un hocico en forma de U.

## Descubrimiento e investigación
Fue encontrado en la Formación Yanan del Jurásico Temprano o Medio, de Lingwu, Yinchuan, Ningxia Hui, China. La especie tipo y única conocida es L. shenqi, conocida por varios esqueletos parciales. Es el neosaurópodo más antiguo jamás descubierto, así como el único diplodocoide definitivo del este de Asia. Su edad exacta es incierta, pero vivió entre los últimos años Toarciano y Bajociano, con una edad estimada de punto medio de 174 millones de años.
En 2004, el pastor de ovejas Ma Yun encontró huesos de dinosaurios, notificando a los administradores locales Yang Huozhu y Liu Hongan. En la primavera de 2005, estos mostraron los fósiles al experto en dinosaurios Xu Xing, quien envió un equipo para investigar el hallazgo. Desde 2005 en adelante, varias canteras excavadas en Ciyaopu, cerca de Lingwu, en Ningxia Hui. Los restos fueron descubiertos de unos siete a diez esqueletos de saurópodos. Las excavaciones y la posterior preparación fueron realizadas por Wang Haijun, Xiang Lishi, He Sicai, Cao Renfang, Tang Zhilu y Tao Yu.
En 2018, Xu Xing, Paul Upchurch, Philip D. Mannion, Paul M. Barrett, Omar R. Regalado-Fernández, Mo Jinyou, Ma Jinfu y Liu Hongan nombraron y describieron la especie tipo Lingwulong shenqi. El nombre genérico combina una referencia a Lingwu con el long del mandarín , "dragón". El nombre específico significa "asombroso" en mandarín, lo que refleja la aparición inesperada de un miembro de Dicraeosauridae en el este de Asia, un grupo nunca antes identificado en la región.
El holotipo , LM V001a, se encontró en una capa de la Formación Yanan que data del Toarciano al Bajociano, de aproximadamente 174 millones de años. Consiste en la parte posterior de un cráneo asociado con una serie de dientes dentarios que se encuentran en su posición original. Forma parte de la colección del Museo Lingwu. El paratipo, LGP V001b, es un esqueleto parcial que carece del cráneo. Contiene las vértebras posteriores de la espalda, el sacro, la pelvis, la primera vértebra de la cola y elementos de la extremidad posterior derecha. Paratipo y holotipo posiblemente representan un solo individuo. El paratipo se muestra en el Geopark Lingwu.
Varios especímenes han sido referidos a la especie. IVPP V23704 es una serie de veintinueve dientes dentarios. LGP V002 es un esqueleto parcial que incluye vértebras de la espalda y la cola, la cintura escapular y elementos de las extremidades anteriores y la pelvis. LGP V003 es un esqueleto parcial que contiene una serie de vértebras que incluyen dorsales, sacros y los dos primeros caudales, y ambas ilions. LGP V004 consta de una vértebra frontal del cuello, una vértebra frontal posterior y una tibia derecha de un individuo pequeño. LGP V005 es un esqueleto parcial que contiene el sacro, la pelvis y una serie de veinticinco vértebras de la cola delantera y media. LGP V006 contiene vértebras del cuello, la cintura escapular y elementos de la extremidad anterior. Además, se asignaron numerosos huesos desarticulados de las canteras.

## Clasificación

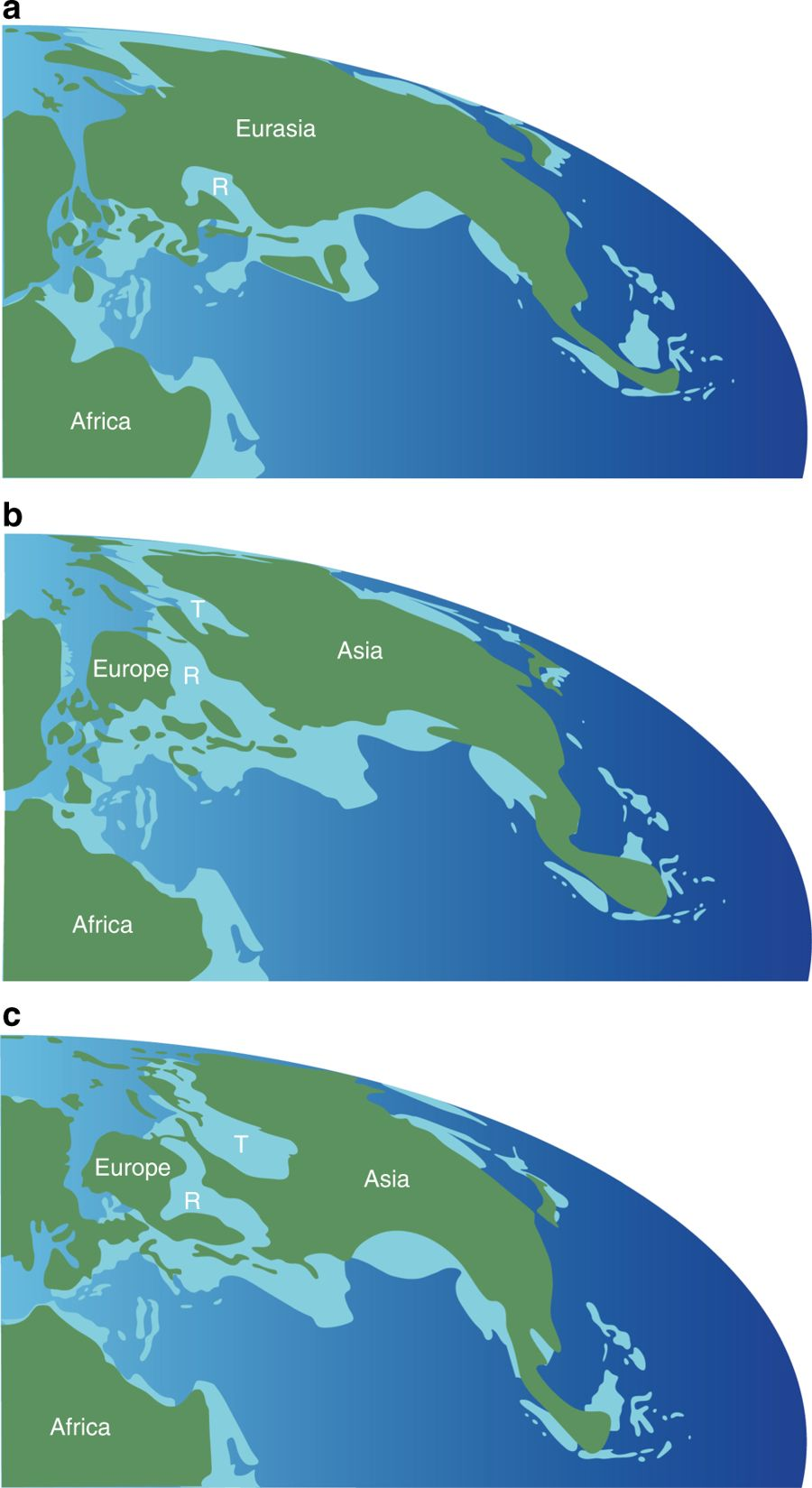
Mapas paleogeográficos que muestran la formación y desaparición de una vía navegable epicontinental entre Europa y Asia Central durante el Jurásico Medio hasta el Cretácico Inferior.

El cladograma simplificado de Flagellicaudata con Lingwulong incluido en el, realizado por Xu y sus colegas (2018) se muestra a continuación:
|  | Amargasaurus                                                        |
|  |                                                                     |
|  | \| \| Brachytrachelopan \| \| \| \| \| \| Dicraeosaurus \| \| \| \| |
|  |                                                                     |
|  | Brachytrachelopan                                                   |
|  |                                                                     |
|  | Dicraeosaurus                                                       |
|  |                                                                     |

|  | Brachytrachelopan |
|  |                   |
|  | Dicraeosaurus     |
|  |                   |

|  | Amargasaurus                                                        |
|  |                                                                     |
|  | \| \| Brachytrachelopan \| \| \| \| \| \| Dicraeosaurus \| \| \| \| |
|  |                                                                     |
|  | Brachytrachelopan                                                   |
|  |                                                                     |
|  | Dicraeosaurus                                                       |
|  |                                                                     |

|  | Brachytrachelopan |
|  |                   |
|  | Dicraeosaurus     |
|  |                   |

|  | Amargasaurus                                                        |
|  |                                                                     |
|  | \| \| Brachytrachelopan \| \| \| \| \| \| Dicraeosaurus \| \| \| \| |
|  |                                                                     |
|  | Brachytrachelopan                                                   |
|  |                                                                     |
|  | Dicraeosaurus                                                       |
|  |                                                                     |

|  | Brachytrachelopan |
|  |                   |
|  | Dicraeosaurus     |
|  |                   |

|  | Amargasaurus                                                        |
|  |                                                                     |
|  | \| \| Brachytrachelopan \| \| \| \| \| \| Dicraeosaurus \| \| \| \| |
|  |                                                                     |
|  | Brachytrachelopan                                                   |
|  |                                                                     |
|  | Dicraeosaurus                                                       |
|  |                                                                     |

|  | Brachytrachelopan |
|  |                   |
|  | Dicraeosaurus     |
|  |                   |

|  | Amargasaurus                                                        |
|  |                                                                     |
|  | \| \| Brachytrachelopan \| \| \| \| \| \| Dicraeosaurus \| \| \| \| |
|  |                                                                     |
|  | Brachytrachelopan                                                   |
|  |                                                                     |
|  | Dicraeosaurus                                                       |
|  |                                                                     |

|  | Brachytrachelopan |
|  |                   |
|  | Dicraeosaurus     |
|  |                   |

|  | Amargasaurus                                                        |
|  |                                                                     |
|  | \| \| Brachytrachelopan \| \| \| \| \| \| Dicraeosaurus \| \| \| \| |
|  |                                                                     |
|  | Brachytrachelopan                                                   |
|  |                                                                     |
|  | Dicraeosaurus                                                       |
|  |                                                                     |

|  | Brachytrachelopan |
|  |                   |
|  | Dicraeosaurus     |
|  |                   |

|  | Amargasaurus                                                        |
|  |                                                                     |
|  | \| \| Brachytrachelopan \| \| \| \| \| \| Dicraeosaurus \| \| \| \| |
|  |                                                                     |
|  | Brachytrachelopan                                                   |
|  |                                                                     |
|  | Dicraeosaurus                                                       |
|  |                                                                     |

|  | Brachytrachelopan |
|  |                   |
|  | Dicraeosaurus     |
|  |                   |

|  | Amargasaurus                                                        |
|  |                                                                     |
|  | \| \| Brachytrachelopan \| \| \| \| \| \| Dicraeosaurus \| \| \| \| |
|  |                                                                     |
|  | Brachytrachelopan                                                   |
|  |                                                                     |
|  | Dicraeosaurus                                                       |
|  |                                                                     |

|  | Brachytrachelopan |
|  |                   |
|  | Dicraeosaurus     |
|  |                   |

## Paleobiogeografía
Durante mucho tiempo se pensó que los diplodocoides habían estado ausentes en el este de Asia debido a la presencia del Mar de Turgai, y la 'Hipótesis de Aislamiento del Este de Asia' se usó para explicar la presencia de mamenquisáuridos en Asia Oriental pero no en otras partes del mundo. El descubrimiento de Lingwulong arroja dudas sobre estas suposiciones paleobiogeográficas al mostrar que los diplodocoides estaban presentes en el este de Asia a principios del Jurásico.

## Galería

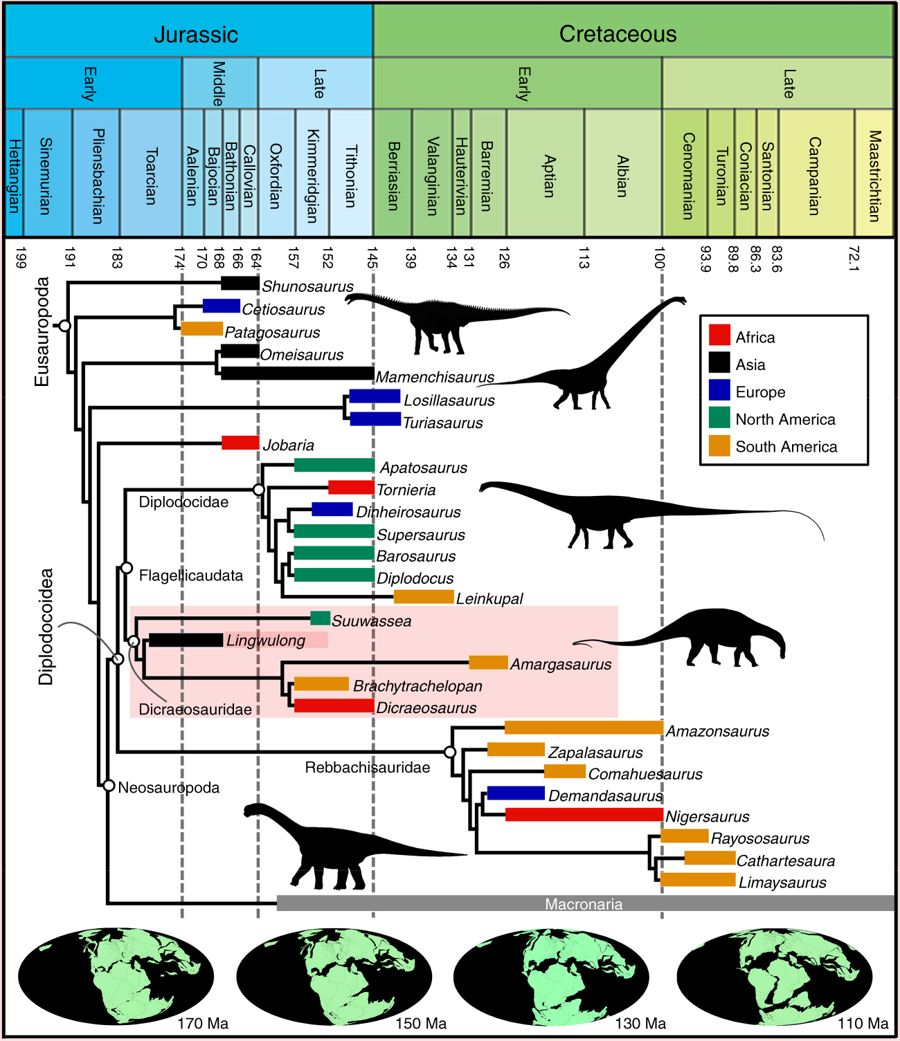
Árbol evolutivo calibrado en el tiempo de Eusauropoda.
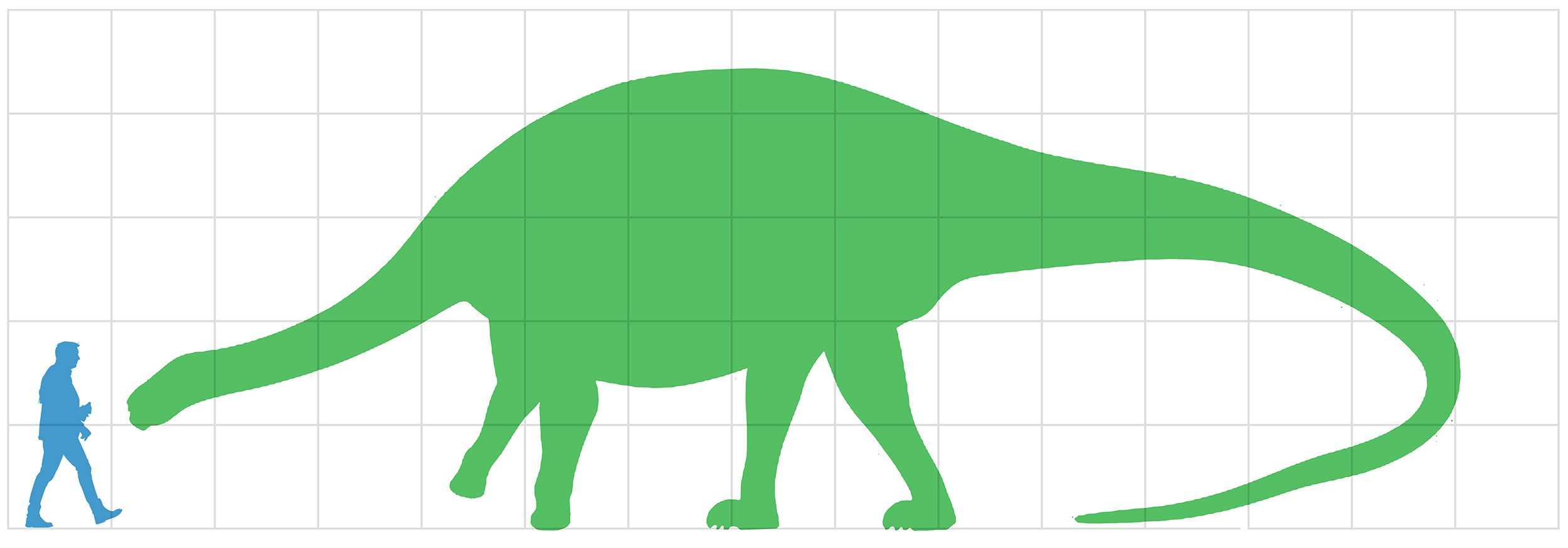
Diagrama de tamaño de Lingwulong shenqi
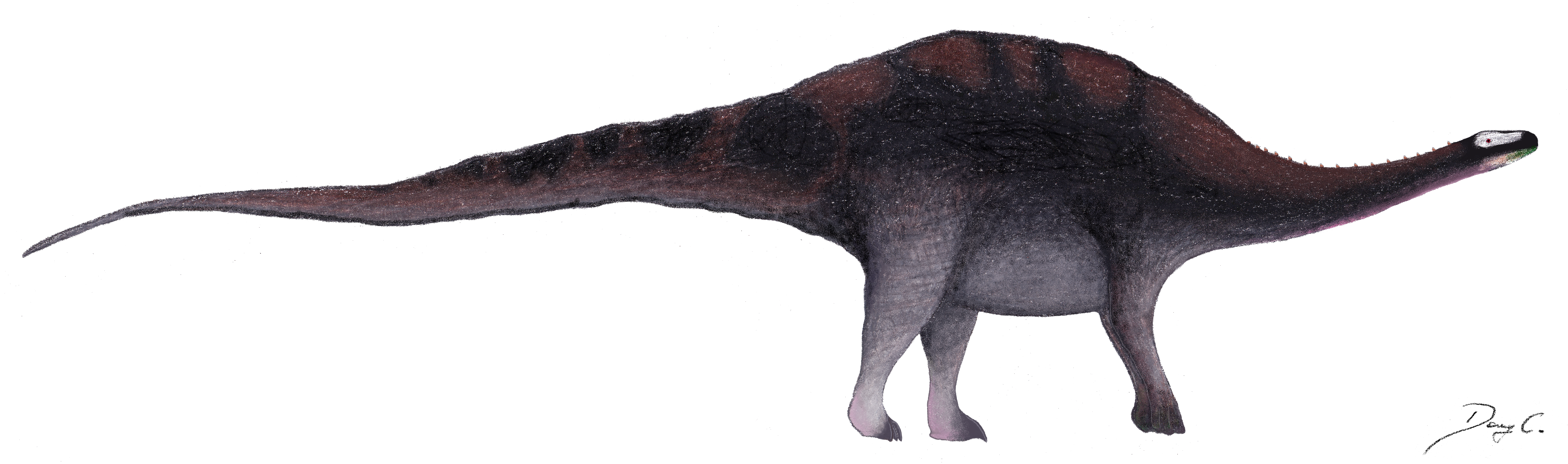
Restauración de la vida de Lingwulong shenqi
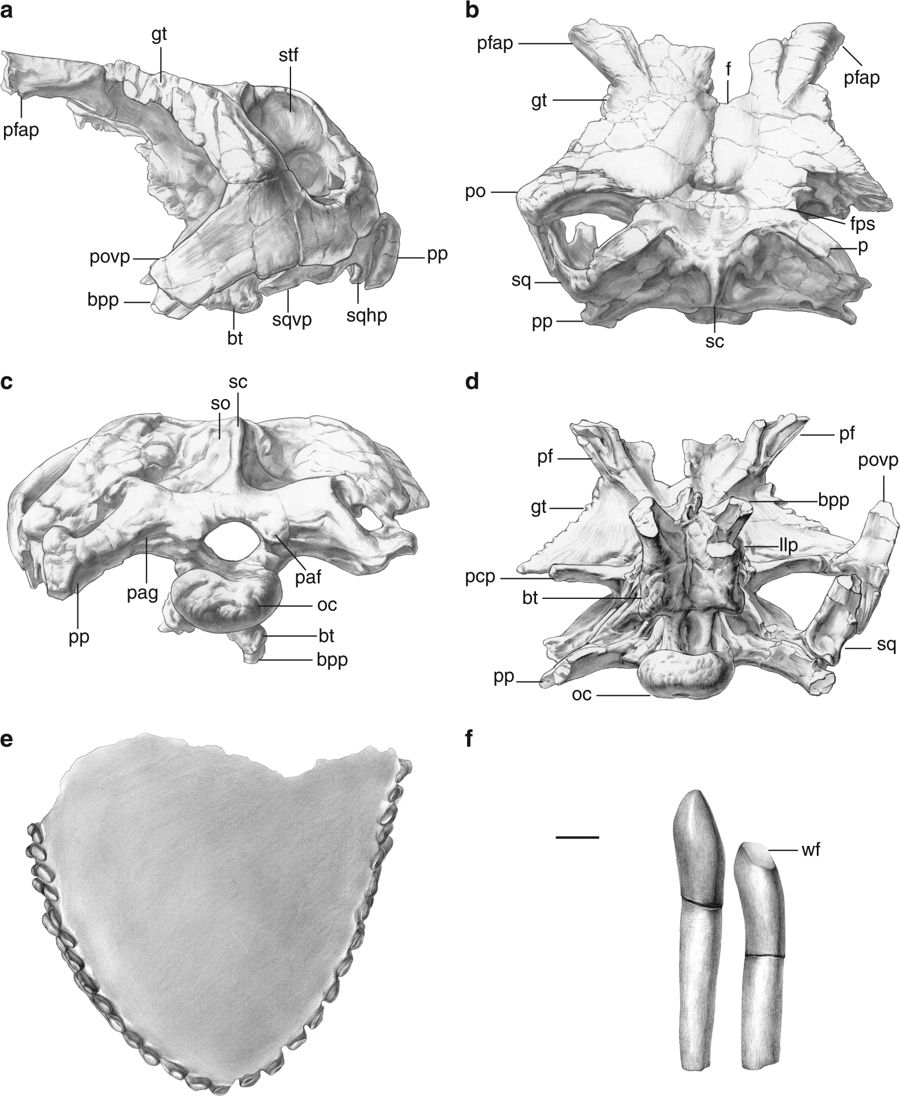
Dibujo del material craneal recuperado.